# Deodato Bocconi
Deodato Bocconi, O.S.M. (também Deodato Boctoni) (falecido em 1477) foi um prelado católico romano que serviu como bispo de Ajaccio (1457–1477).

## Biografia
No dia 20 de maio de 1457, Deodato Bocconi foi nomeado Bispo de Ajaccio durante o papado de Sisto IV, onde serviu como bispo até à sua morte em 1477. Enquanto bispo, foi o co-consagrador principal de Diego de Muros, Bispo de Tui (1473); Nicolás de Caffa, Bispo de Toul (1473); e Fernando de Castilla, bispo de Granada (1474).